# Daniel Farke
Daniel Farke (ur. 30 października 1976 w Büren) – niemiecki piłkarz występujący na pozycji napastnika oraz trener. Wychowanek SV Lippstadt 08, w trakcie swojej kariery grał także w takich zespołach jak TuS Paderborn-Neuhaus, SV Wilhelmshaven, Bonner SC oraz SV Meppen. Jako szkoleniowiec prowadził natomiast takie drużyny, jak SV Lippstadt 08 oraz Borussia Dortmund II.